# Invasión soviética del sur de Sajalín
La invasión soviética del sur de Sajalín, también llamada como batalla de Sajalín (en ruso: Южно-Сахалинская операция, en japonés: 樺太の戦い), fue la operación de intervención soviética del sur de la isla Sajalín que pertenecía al Imperio del Japón, que estaba administrada bajo la Prefectura de Karafuto. La invasión fue parte de la guerra soviético-japonesa, una campaña masiva de la Segunda Guerra Mundial.

## Trasfondo
En el Tratado de Portsmouth de 1905, el control de la isla se dividió, con el Imperio Ruso controlando la mitad norte y el Imperio del Japón controlando la parte sur del paralelo 50 norte. En Japón se la conocía como Prefectura de Karafuto y Distrito Norte.
Durante la Conferencia de Yalta de 1945, el líder soviético Iósif Stalin se comprometió a entrar en la lucha contra el Imperio del Japón "en dos o tres meses después de que Alemania se haya rendido y la guerra en Europa termine". Esto crearía otro frente estratégico contra Japón, considerado necesario para poner fin a la guerra. Como resultado de su participación, los soviéticos obtendrían el sur de Sajalín y las Islas Kuriles, entre otras concesiones. Estados Unidos ayudaría al Ejército Rojo en el Proyecto Hula, en preparación para la invasión.
El 5 de abril, la Unión Soviética repudió formalmente el Pacto de Neutralidad firmado anteriormente entre la Unión Soviética y Japón en 1941.
El 9 de agosto, la URSS lanzó una invasión a gran escala de Manchuria, comenzando la guerra soviético-japonesa. La invasión comenzó tres días después del bombardeo atómico de Hiroshima por parte de Estados Unidos e incluyó planes para invadir el sur de Sajalín. El objetivo principal de la invasión era eliminar la resistencia japonesa y luego, en un plazo de 10 a 14 días, estar preparados para invadir Hokkaidō, la isla más septentrional de Japón.

## Orden de batalla

### Unión Soviética
- Segundo Frente del Lejano Oriente (comandado por el general del ejército Maksim Purkaev).[3]
  - 16.º Ejército (comandado por el general Leonty Cheremisov).
    - 56.º Cuerpo de Fusileros.
      - 79.º División de Fusileros.
      - 2.ª Brigada de Fusileros.
      - 5.ª Brigada de Fusileros.
      - 214.ª Brigada de Tanques.
      - 113.º Brigada de Fusileros.

    - 255.ª División de Aviación compuesta (106 aviones).
- Flota del Pacífico (comandada por el almirante Ivan Yumáshev).
  - Flotilla del Pacífico Norte (comandada por el Vicealmirante V.A. Andreev).
  - Aviones navales de la flota del Pacífico (80 aviones).
  - 365 ° Batallón de Infantería Naval.

### Japón imperial
- 88.ª División de Infantería del Quinto Ejército de Área japonés (comandada por el teniente general Kiichiro Higuchi).
  - Zona fortificada de Karafuto (17 búnkeres, 28 de artillería, 18 posiciones de mortero y otros. Instalaciones, la guarnición - 5400 personas) de la Guardia de Fronteras.
  - Destacamentos de reservistas.

## Invasión

### Línea Karafuto
El 11 de agosto, el 16.º ejército soviético inició la invasión terrestre desde el norte de Sakhalin de la parte sur de la isla de Sakhalin controlada por Japón. El avance soviético fue detenido por la enérgica defensa japonesa de la línea de defensa de la Fortaleza Karafuto. El 16.º ejército soviético, que constaba de aproximadamente 20 000 hombres y estaba apoyado por 100 tanques, superó en número a los defensores japoneses por 3 a 1. Sin embargo, el avance soviético fue mínimo y se mantuvo a raya durante cuatro días en la línea Karafuto.
El 15 de agosto, el cuartel general imperial japonés emitió la orden de detener todas las operaciones de combate ofensivas y entablar un diálogo de alto el fuego; sin embargo, el 5.º Ejército del Área emitió una orden contraria a la 88.ª División para defender a Sakhalin hasta el último hombre. El mismo día, 3.000 soldados japoneses rindieron la Línea Karafuto. Las bajas militares japonesas fueron 568 muertos.

### Invasión y bloqueo naval soviético

Puntos de desembarco y avance del Fuerzas Armadas Soviéticas en la prefectura de Karafuto.

Para acelerar la invasión de la isla de Sajalín y aliviar la presión sobre la invasión terrestre, la Armada soviética lanzó una operación de asalto anfibio contra los puertos japoneses clave. Se estableció un bloqueo naval de la isla para evitar la evacuación de las tropas japonesas. Los convoyes civiles fueron atacados por submarinos soviéticos en el golfo de Aniva.
El 16 de agosto, el buque guardacostas soviético Zarnitsa, cuatro dragaminas, dos transportes, seis cañoneras y diecinueve torpederos atracaron en Puerto Toro. Alrededor de 1.400 tropas soviéticas del 365.º Batallón de Infantería de Marina y un batallón de la 113.ª Brigada de Fusileros aterrizaron en Toro (ahora Shakhtyorsk) y se enfrentaron a una guarnición japonesa de 200 hombres. Toro fue capturado y al día siguiente capturaron cuatro áreas pobladas y la ciudad portuaria de Esutoru (ahora Uglegorsk), Anbetsu (ahora Vozvrashcheniye) y Yerinai. Las bajas japonesas fueron 100 muertos, 150 heridos y 30 capturados. Las bajas soviéticas fueron 12 muertos.
El 20 de agosto, 3.400 soldados del batallón de marines combinado de la Armada Soviética y la 113.ª Brigada de Fusileros desembarcaron en el puerto de Maoka (真岡?) (actual Jolmsk). El grupo de desembarco se encontró con una feroz defensa japonesa. Algunas embarcaciones navales resultaron dañadas, lo que provocó la respuesta soviética de un intenso bombardeo naval de la ciudad, provocando aproximadamente entre 600 y 1.000 civiles muertos. Maoka fue capturada el 22 de agosto, y la fuerte resistencia japonesa continuó en toda la ciudad. Las bajas militares japonesas en esta batalla fueron 300 muertos y 600 capturados. Las bajas soviéticas fueron 60 soldados del ejército muertos y 17 infantes de marina muertos.
El 25 de agosto de 1945, 1600 soldados soviéticos desembarcaron en Otomari (ahora Korsakov). La guarnición japonesa de 3.400 hombres se rindió. El mismo día, los restos de la 88.ª División japonesa se rindieron al 16. ° Ejército y la ciudad de Toyohara fue capturada sin resistencia, poniendo fin oficialmente a la invasión de Sajalín.

## Secuelas y bajas
Las bajas japonesas son aproximadamente de 700 a 2000 soldados muertos y de 3500 a 3700 civiles muertos. Alrededor de 18.202 fueron capturados y muchos de los prisioneros de guerra japoneses en Sajalín fueron enviados a campos de trabajo en Siberia y retenidos después de la guerra. Al menos 100.000 civiles japoneses huyeron de la ocupación soviética durante la invasión. La captura de la isla Sajalín resultó ser un requisito previo necesario para la invasión de las islas Kuriles. Después de la rendición japonesa, la isla de Sajalín permaneció bajo el control de la URSS y sigue siendo territorio ruso hasta el día de hoy. Se convirtió en parte del Óblast de Sajalín.